# Cmentarz wojenny nr 54 – Krzywa
Cmentarz wojenny nr 54 – Krywe – austriacki cmentarz z I wojny światowej znajdujący się w miejscowości Krzywa, zaprojektowany przez Dušana Jurkoviča. Jeden z ponad 400 zachodniogalicyjskich cmentarzy wojennych zbudowanych przez Oddział Grobów Wojennych C. i K. Komendantury Wojskowej w Krakowie. Należy do I Okręgu Cmentarnego Nowy Żmigród.

## Opis
Znajduje się obok dawnej cerkwi. Na planie kwadratu o powierzchni 36 m². Uformowany w kształcie ziemnego, spłaszczonego, czterospadowego kopca. Na jego środku drewniany krzyż.
W mogile masowej pochowano tu 60 żołnierzy rosyjskich (niektóre źródła mówią także o pochówku 2 żołnierzy austro-węgierskich).

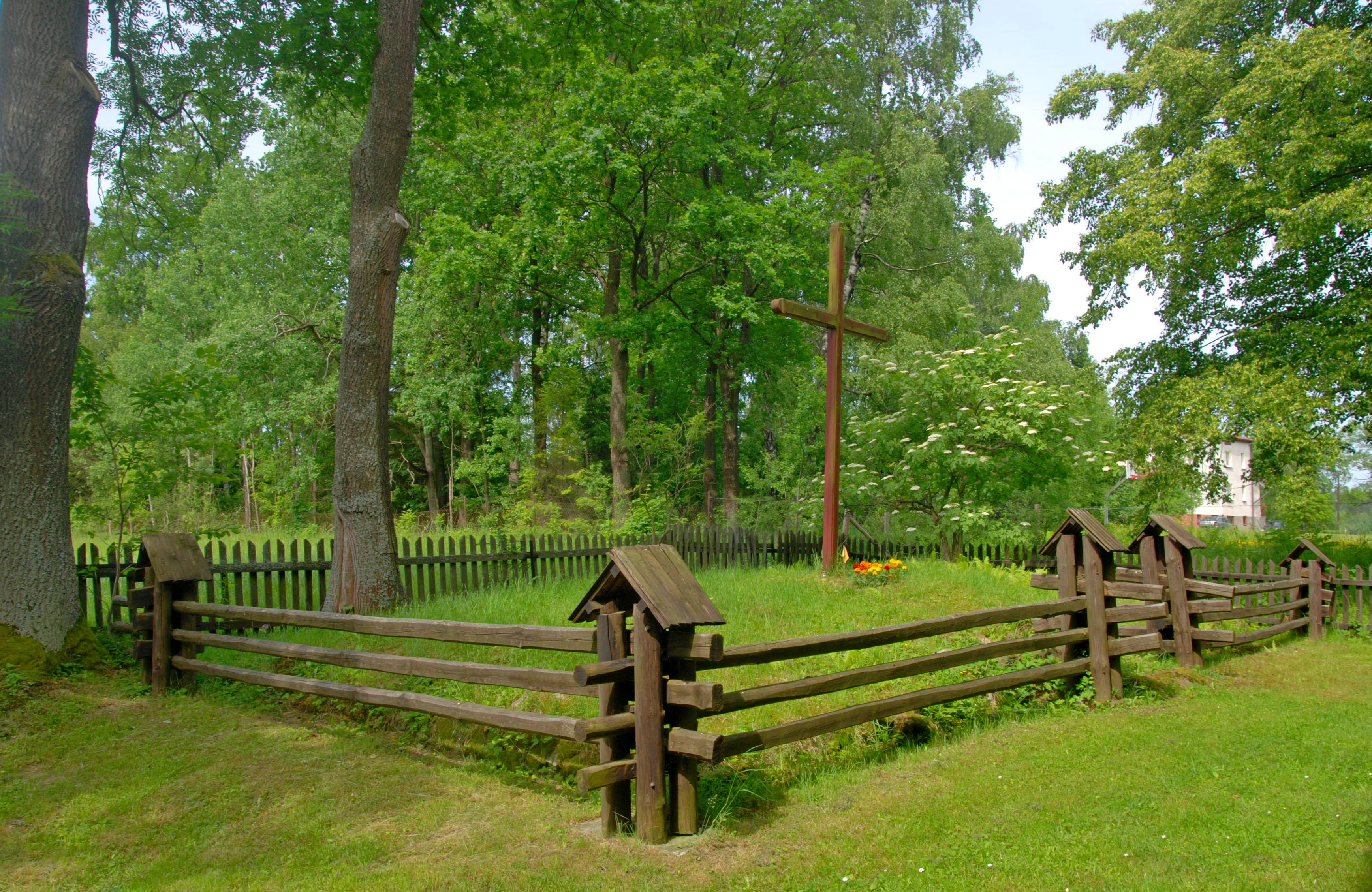
Widok ogólny
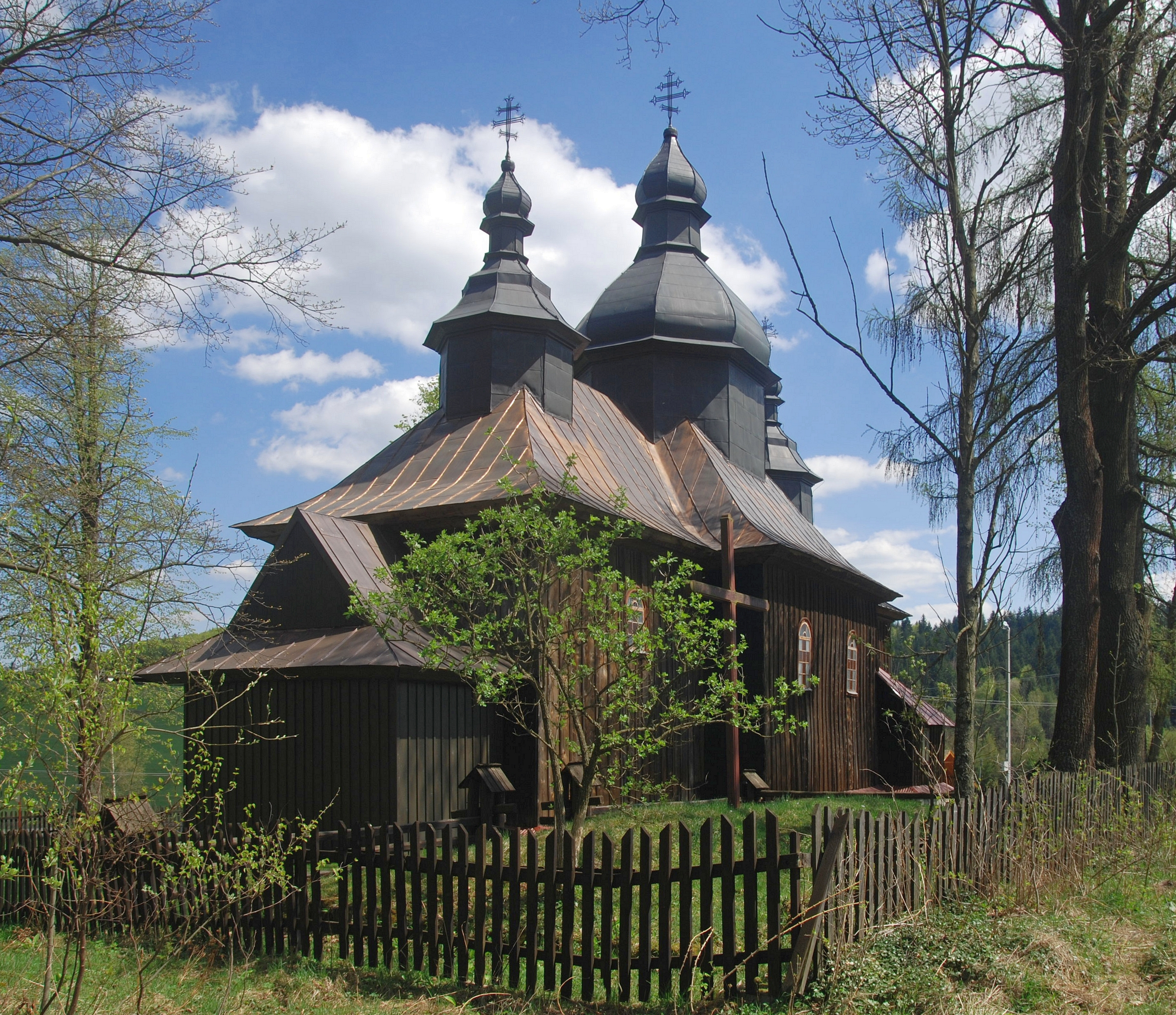
Widok cmentarza od strony cerkwi